# Cahercommaun

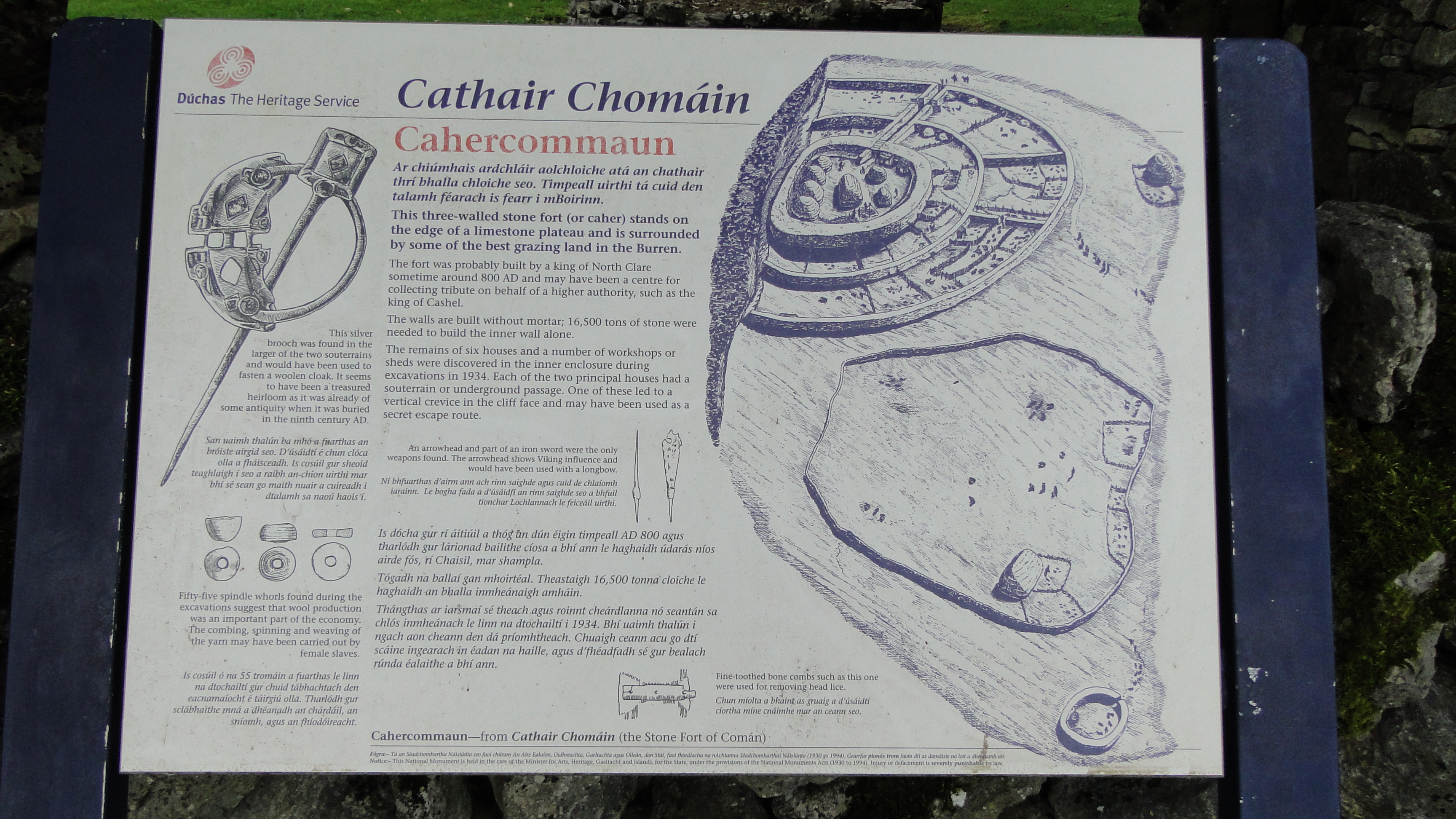
Infotafel

Cahercommaun (irisch Cathair Chomáin „Cománs Fort“) ist ein dreifach umwalltes Inland-Promontory Fort im County Clare in Irland. Caher ist die anglisierte Form der irischen Wortes „cathair“ (was in einigen Regionen der Insel ein Dun bzw. Steinfort bezeichnet).
Das Dun liegt im Osten des Burren am Rand einer steilen Abbruchkante. Es hat wie Dun Aenghus auf der Aran-Insel Inishmore drei halbkreisförmige konzentrische Mauerringe. Der innerste, der auch der stärkste ist (aus 16.500 Tonnen Steinen errichtet), bildet einst eine D-förmige Einfassung. Die beiden äußeren bilden Halbkreise mit einem Radius von etwa 50 m, die miteinander durch vier radiale Mauern verbunden sind. Die innerste, in Teilen noch bis zu 3,5 m aufragende Mauer enthält drei Räume.
Die archäologische Ausgrabung von 1934 ergab, dass die Kreisfläche etwa ein Dutzend Steingebäude umschloss, die zu verschiedenen Zeiten entstanden waren und von denen zwei Souterrains haben. Bei diesen Ausgrabungen wurde auch der Tullycommon-Knochen entdeckt, der zwei Ogham-Inschriften aufweist.

Cahercommaun
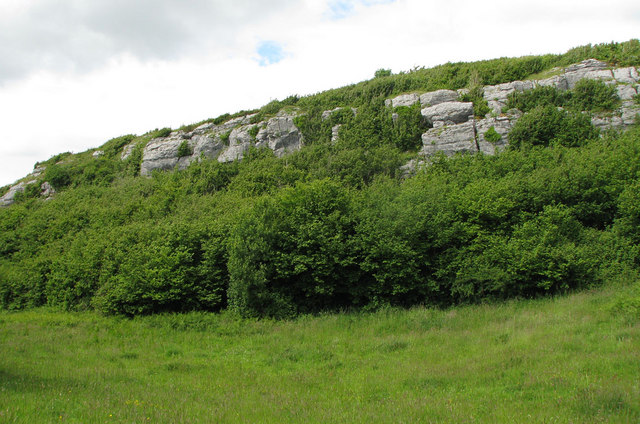
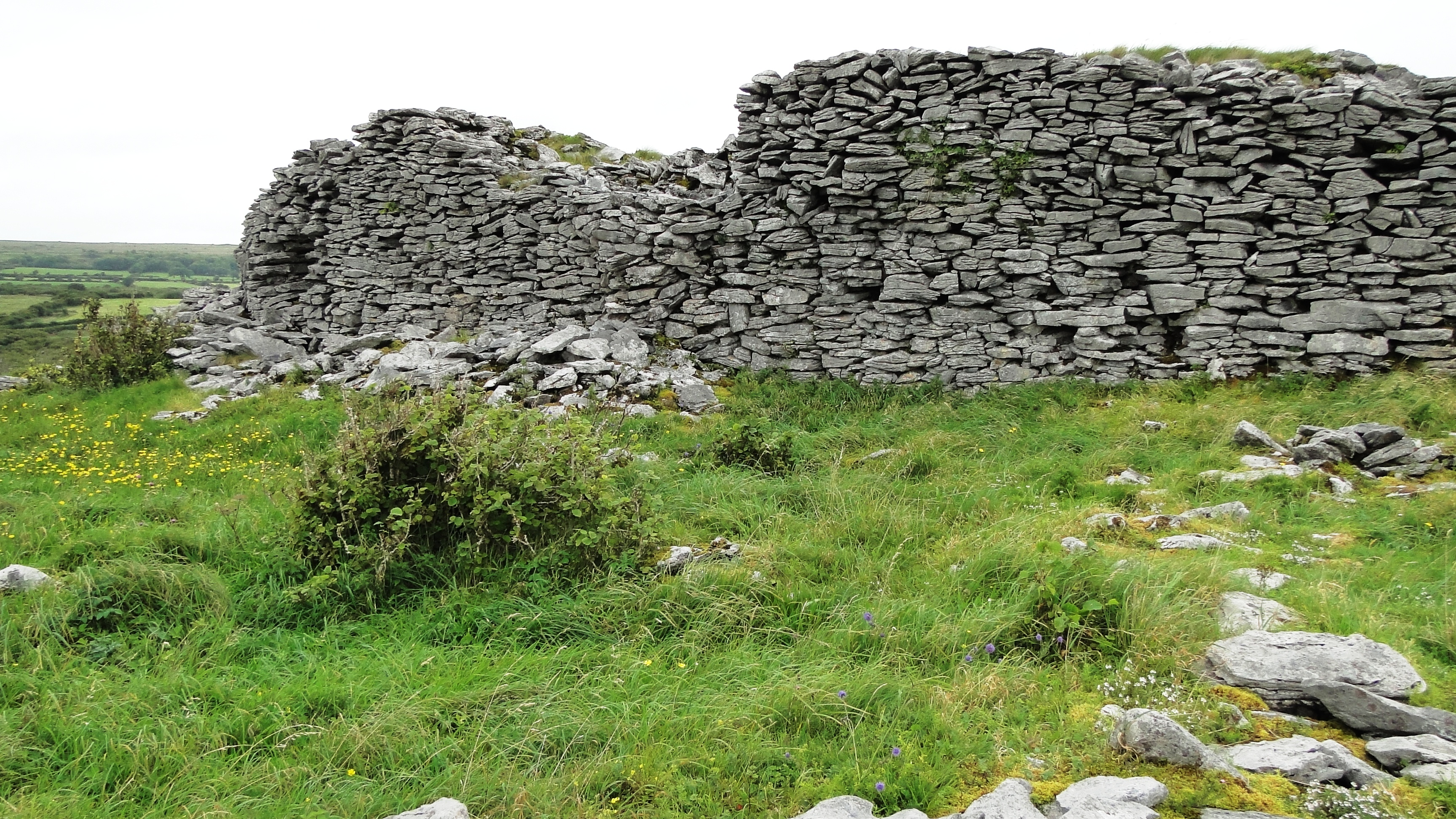
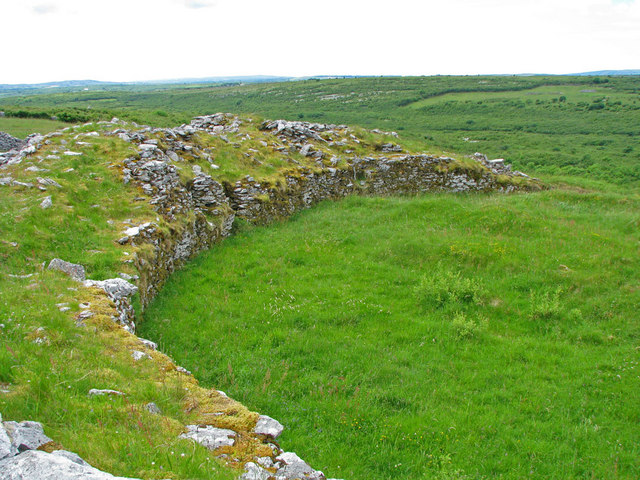

Seit der Ausgrabung hat Bewuchs, in dieser völlig abgelegenen Region, viele Fundamente bedeckt. Über die Geschichte des Forts ist nichts bekannt. Eine Silberbrosche, die in einem der beiden Souterrains gefunden wurde und sich jetzt im Irischen Nationalmuseum in Dublin befindet, zeigt, dass das Souterrain bereits vor dem 9. Jahrhundert n. Chr. existierte. Cahercommaun ist neben Caherconree im County Kerry das herausragende unter den irischen Inland-Promontory Forts.
Nicht weit entfernt liegt mit Cashlaun Gar ein kleineres und unregelmäßig geformtes Steinfort. Innerhalb dieser Anlage liegen die Fundamente von vier Bienenkorbhütten.